# 普久原琉
普久原 琉（ふくはら りゅう、2000年11月3日 - ）は、ジャパンラグビーリーグワン横浜キヤノンイーグルスに所属するラグビー選手。

## プロフィール
- 沖縄県沖縄市出身[1]。
- ポジションはフルバック(FB)。
- 身長 178 cm、体重 85 kg

## 略歴
5歳からラグビーを始めた。
2019年、コザ高校卒業後、日本大学に入る。コザ高校時代、主将を務めて高校日本代表候補に選ばれたことがある。
2023年、日本大学卒業。同時に横浜キヤノンイーグルスに加入。
2024年1月7日に行われたJAPAN RUGBY LEAGUE ONE第4節三菱重工相模原ダイナボアーズ戦にて途中出場でリーグワン公式戦初出場を果たした。